# Congrès des élus de Guyane
Congrès des élus départementaux et régionaux
Cayenne
Le congrès des élus de Guyane est défini par la loi du 27 juillet 2011. Il regroupe tous les élus de Guyane, députés, sénateurs, conseillers de l'assemblée et maires. Il a pour objectif d'étudier toute proposition d'évolution institutionnelle et de transferts de compétences de l'État vers la Guyane.
Il prend la suite du congrès des élus départementaux et régionaux mis en place par la loi d'orientation pour l'outre-mer du 13 décembre 2000 et composé des membres du conseil général et du conseil régional à laquelle étaient conviés les députés et les sénateurs.

## Historique
Le congrès était, historiquement, dans les régions d'outre-mer monodépartementales, la réunion des membres du conseil général et du conseil régional à laquelle étaient conviés les députés et les sénateurs. Sous cette forme, le congrès des élus est défini par la loi d'orientation pour l'outre-mer du 13 décembre 2000 où il est dénommé « congrès des élus départementaux et régionaux »,.
Le Congrès des élus départementaux et régionaux existe toujours en Guadeloupe, mais, même si la loi du 13 décembre 2000 le prévoyait, n'a pas été mis en place à La Réunion car les élus n'en voulaient pas.
En Guyane et en Martinique, au moment du passage en 2011 à la collectivité unique, l'institution du congrès est redéfinie : il ne s’agit plus du « congrès des élus départementaux et régionaux » puisque le département et la région ont disparu, mais du « congrès des élus», qui est étendu aux maires.
« Le congrès est une structure de concertation entre les élus du territoire, une instance de débats et de réflexion. Il est chargé de formuler des propositions d’évolution institutionnelle ou relatives à de nouveaux transferts de compétences de l'État vers la collectivité territoriale. C'est une formation solennelle qui a une grande autorité, de par la légitimité de ses membres et l'importance des sujets traités mais ses propositions n’ont pas de caractère décisionnel. Pour produire des effets, elles doivent être validées par l'assemblée de la collectivité, dont les délibérations seront transmises au Premier ministre. ».

## Composition et rôle

### Composition
« Le congrès des élus de Guyane est composé des députés et sénateurs élus en Guyane, des conseillers à l'assemblée de Guyane et des maires des communes de Guyane » (art. L. 7321-1 du Code général des collectivités territoriales).
Comme la Guyane a deux députés et deux sénateurs, que l'assemblée de Guyane est constitué de 55 conseillers (51 conseillers avant les élections de 2021) et que la Guyane est composée de 22 communes, le Congrès des élus de Guyane est composée de 81 élus (77 élus avant 2021).
« Il est présidé par le président de l'assemblée de Guyane » (art. L. 7322-1 du CGCT).

### Rôle
« Le congrès des élus peut être saisi par l’assemblée de la collectivité territoriale, dans les conditions fixées à l’article L. 7323-1, de toute proposition d'évolution institutionnelle et de toute proposition relative à de nouveaux transferts de compétences de l'État vers la collectivité territoriale » (art. L. 7324-1 du CGCT).
« Il délibère sur la base de son ordre du jour et peut adopter des propositions à la majorité des membres présents ou représentés » (art. L. 7324-1 du CGCT).
« L'assemblée de Guyane délibère sur les propositions du congrès des élus, après avoir consulté le conseil économique, social, environnemental, de la culture et de l’éducation sur celles-ci » (art. L. 7324-3 du CGCT).

### Fonctionnement
« Le congrès des élus se réunit à la demande de l'assemblée de Guyane, sur un ordre du jour déterminé, par délibération prise à la majorité des suffrages exprimés des conseillers à l'assemblée » (art. L. 7323-1 du CGCT).

## Activités
- 1re réunion - 14 octobre 2017 : lancement du Congrès. Les objectifs sont de lancer et préparer les états généraux, tracer les grandes lignes du projet de société répondant aux problématiques guyanaises, et enfin, fédérer les Guyanais autour de ce projet[4],[5],[6].

- 2e réunion - 27 novembre 2018 : restitution des états généraux de Guyane et présentation du livre blanc qui dresse les comptes-rendus des commissions thématiques des états généraux, expose la stratégie territoriale de développement et comporte une proposition de « loi Guyane »[7],[3],[8].

- 3e réunion - 14 janvier 2020 :  mise en place d'un groupe de travail qui aura pour mission d'amender et de finaliser le « projet Guyane » et « proposition d'un statut « sui generis », sur la base du projet Guyane, amendé »[8].

- 4e réunion - 26 mars 2022 : les élus s'expriment en faveur du processus pour une évolution institutionnelle menant vers une autonomie du territoire[9]

- 5e réunion - 13 mai 2023 : la réunion a permis de valider le projet d'orientation sur l'évolution statutaire de la Guyane. Les points à l'ordre du jour concernaient la gouvernance, la fiscalité, les compétences de la nouvelle collectivité autonome[10],[11].

- 6e réunion - 2 décembre 2023 : il s'agit de compléter le document d’orientation pour l'évolution statutaire de la Guyane en collectivité autonome. Sont à l'ordre du jour les ressources financières et fiscales de la collectivité autonome, le sénat coutumier des populations bushinengue (principalement les alukus) et la consultation populaire pour l'évolution statutaire de la Guyane[12].

- 7e réunion - 13 avril 2024 : Le congrès a pour objectif la meilleure représentation des peuples autochtones de Guyane[13],[14],[15]. Six nations autochtones survivants sont concernées : les peuples Teko, Wayana, Wayapi, Paykweneh, Arawaka Lokono et Kali'na[16],[17]. Une Assemblée des hautes autorités autochtones de Guyane (AHAAG) est mise en place[17]. La résolution a divisé le congrès : trente voix pour, vingt-sept contre et cinq abstentions ; les élus d'opposition à l'assemblée de Guyane et la plupart des maires ont voté contre[15].

### Vidéographie
- 14 octobre 2017 :
  - « Congrès des élus de Guyane 2017 », sur facebook.com (consulté le 16 avril 2024) [vidéo].
  - « Congrès des élus de Guyane 2017 (partie 2) », sur facebook.com (consulté le 19 avril 2024) [vidéo].
- 27 novembre 2018 : « Congrès des élus de Guyane 2018 », sur facebook.com (consulté le 20 avril 2024) [vidéo].
- 14 janvier 2020 : « Congrès des élus de Guyane, mardi 14 janvier 2020 », sur facebook.com (consulté le 20 avril 2024) [vidéo].
- 26 mars 2022 : « Congrès des élus », sur facebook.com (consulté le 16 avril 2024) [vidéo].
- 13 mai 2023 : « Congrès des élus : avant-projet du document d’orientations sur l'évolution institutionnelle de la Guyane », sur france.tv, La 1re (consulté le 16 avril 2024) [vidéo].
- 2 décembre 2023 :
  - « Congrès des élus : évolution statutaire de la Guyane », sur la1ere.francetvinfo.fr, La 1re (consulté le 16 avril 2024) [vidéo].
  - « Congrès des élus : avant-projet du document d’orientations sur l’évolution institutionnelle de la Guyane », sur france.tv, La 1re (consulté le 16 avril 2024) [vidéo].
- 13 avril 2024 : « Congrès des élus de Guyane », sur facebook.com (consulté le 16 avril 2024) [vidéo].